# System 3
System 3 Software Limited (conocido como System 3 Software Ltd. hasta 1991 y Studio 3 Interactive Entertainment Ltd. de 1999 a 2003) es un desarrollador y distribuidor de videojuegos británico fundado en 1982 por Mark Cale.
Ellos crearon juegos como The Last Ninja, Myth: History in the Making, International Karate, Putty, Constructor y su secuela de 1999 Street Wars: Constructor Underworld (también conocido como Mob Rule) así como docenas de otros juegos.
Studio 3 fue el brazo de desarrollo interno de System 3.

## Videojuegos

### Desarrollados
| Año  | Título                        | Plataforma(s)                                                |
| ---- | ----------------------------- | ------------------------------------------------------------ |
| 1982 | Colony 7                      | Atari 8-bit                                                  |
| 1983 | Lazer Cycle                   | BBC Micro                                                    |
| 1984 | Death Star Interceptor        | Commodore 64, ZX Spectrum                                    |
| 1985 | International Karate          | Commodore 64, ZX Spectrum                                    |
| 1987 | Bangkok Knights               | Amiga, Atari ST, Commodore 64                                |
| 1987 | International Karate +        | Amiga, Amstrad CPC, Atari ST, Commodore 64, ZX Spectrum      |
| 1987 | The Last Ninja                | Apple IIGS, Atari ST, Commodore 64, MS-DOS                   |
| 1988 | Last Ninja 2                  | Amstrad CPC, Commodore 64, ZX Spectrum                       |
| 1989 | Dominator                     | Amiga, Amstrad CPC, Atari ST, Commodore 64, ZX Spectrum      |
| 1989 | Myth: History in the Making   | Amiga, Amstrad CPC, Commodore 64, ZX Spectrum                |
| 1989 | Tusker                        | Amiga, Amstrad CPC, Atari ST, Commodore 64, ZX Spectrum      |
| 1989 | Vendetta                      | Amstrad CPC, Commodore 64, ZX Spectrum                       |
| 1990 | Flimbo's Quest                | Amiga, Amstrad CPC, Atari ST, Commodore 64                   |
| 1991 | Fuzzball                      | Amiga                                                        |
| 1991 | Last Ninja 3                  | Amiga, Atari ST, Commodore 64                                |
| 1991 | Turbo Charge                  | Commodore 64                                                 |
| 1992 | Ferrari Grand Prix Challenge  | Game Boy, NES                                                |
| 1992 | Putty                         | Amiga, Super NES                                             |
| 1994 | Putty Squad                   | Super NES                                                    |
| 1997 | Constructor                   | Mac OS, Microsoft Windows, MS-DOS, PlayStation               |
| 1999 | Mob Rule                      | Microsoft Windows                                            |
| 2000 | International Karate 2000     | Game Boy Color                                               |
| 2001 | International Karate Advanced | Game Boy Advance                                             |
| 2006 | Super Fruit Fall              | Wii                                                          |
| 2013 | Putty Squad                   | Nintendo 3DS, PlayStation 3, PlayStation 4, PlayStation Vita |
| 2017 | Constructor HD                | Microsoft Windows, PlayStation 4, Xbox One                   |
| 2017 | FruitFall Crush               | Nintendo Switch                                              |
| 2019 | Constructor Plus              | Microsoft Windows, Nintendo Switch, PlayStation 4, Xbox One  |

### Publicados
| Año  | Título                                 | Plataforma(s)                                                     | Desarrollador(s)        | Notas              |
| ---- | -------------------------------------- | ----------------------------------------------------------------- | ----------------------- | ------------------ |
| 1985 | Juice!                                 | Commodore 64                                                      | Tronix                  | Editor europeo     |
| 1985 | Suicide Strike                         | Commodore 64                                                      | Tronix                  | Editor europeo     |
| 1986 | Twister                                | ZX Spectrum                                                       | Sensible Software       |                    |
| 1994 | Desert Fighter                         | Super NES                                                         | Opus                    | European publisher |
| 2000 | Crisis Beat                            | PlayStation                                                       | Soft Machine            | European publisher |
| 2000 | Guilty Gear                            | PlayStation                                                       | Arc System Works        | European publisher |
| 2000 | Silent Bomber                          | PlayStation                                                       | CyberConnect            | European publisher |
| 2000 | Toshinden 4                            | PlayStation                                                       | Tamsoft                 | European publisher |
| 2002 | Cel Damage Overdrive                   | PlayStation 2                                                     | Pseudo Interactive      | European publisher |
| 2003 | Grooverider: Slot Car Racing           | PlayStation 2                                                     | King of the Jungle      | European publisher |
| 2003 | James Pond II: Codename Robocod        | Game Boy Advance, Nintendo DS, PlayStation, PlayStation 2         | Vectordean              | European publisher |
| 2003 | Motorsiege: Warriors of Primetime      | PlayStation 2                                                     | Lightspeed Games        |                    |
| 2003 | Road Trip Adventure                    | PlayStation 2                                                     | E-game                  | European publisher |
| 2003 | Seek and Destroy                       | PlayStation 2                                                     | Barnhouse Effect        | European publisher |
| 2004 | 1945 I & II: The Arcade Games          | PlayStation 2                                                     | Psikyo                  | European publisher |
| 2004 | America's 10 Most Wanted               | Microsoft Windows, PlayStation 2                                  | Black Ops Entertainment | European publisher |
| 2004 | Guncom 2                               | PlayStation 2                                                     | Ecole                   | European publisher |
| 2004 | Intellivision Lives!                   | PlayStation 2                                                     | Realtime Associates     | European publisher |
| 2004 | Trigger Man                            | PlayStation 2                                                     | Point of View           | European publisher |
| 2004 | Underworld: The Eternal War            | PlayStation 2                                                     | Lucky Chicken Games     |                    |
| 2005 | Castle Shikigami II: War of the Worlds | PlayStation 2                                                     | Alfa System             | Editor europeo     |
| 2005 | Gottlieb Pinball Classics              | PlayStation 2                                                     | FarSight Studios        | Editor europeo     |
| 2005 | Gungrave: Overdose                     | PlayStation 2                                                     | Ikusabune               | Editor europeo     |
| 2005 | MX World Tour                          | PlayStation 2                                                     | Impulse Games           | Editor europeo     |
| 2005 | Strike Force Bowling                   | PlayStation 2                                                     | LAB Rats Games          | Editor europeo     |
| 2005 | World Championship Poker               | Game Boy Advance, PlayStation 2                                   | Coresoft                | Editor europeo     |
| 2006 | Crazy Chicken X                        | PlayStation 2                                                     | Phenomedia Publishing   |                    |
| 2007 | Impossible Mission                     | Nintendo DS, PlayStation 2, PlayStation Portable, Wii             | Ziggurat Interactive    | European publisher |
| 2007 | Tennis Masters                         | Nintendo DS                                                       | Mermaid Studios         |                    |
| 2008 | Ferrari Challenge: Trofeo Pirelli      | Nintendo DS, PlayStation 2, PlayStation 3, Wii                    | Eutechnyx               |                    |
| 2009 | Supercar Challenge                     | PlayStation 3                                                     | Eutechnyx               |                    |
| 2011 | Williams Pinball Classics              | PlayStation 2, PlayStation 3, PlayStation Portable, Wii, Xbox 360 | FarSight Studios        | Editor europeo     |
| 2013 | The Pinball Arcade                     | PlayStation 4                                                     | FarSight Studios        | Editor europeo     |
| 2014 | Pure Chess                             | PlayStation 4                                                     | VooFoo Studios          |                    |
| 2014 | Pure Pool                              | PlayStation 4                                                     | VooFoo Studios          |                    |
| 2017 | Stern Pinball Arcade                   | Nintendo Switch                                                   | FarSight Studios        | Editor europeo     |